# Blutbad im Gehn
Das Blutbad im Gehn (teilweise in Quellen auch als Blutbad am Gehn bezeichnet) am 29. März 1591 bildete den blutigen Höhepunkt der 1549 begonnenen Grothausfehde des Ritters Cord von Grothaus gegen Stadt, Bürger und Bischof von Osnabrück sowie den Grafen von Tecklenburg. 

## Hintergrund und Ablauf
Diese Fehde verband sich mit dem spanisch-niederländischen Krieg und führte zu einer großen Anzahl von Plünderungen im Osnabrücker Land. Hieran beteiligten sich immer wieder die Söhne von Grothaus, die in den spanischen Truppen führende Positionen innehatten.
Am 29. März 1591 versammelten sich etwa 800 schlecht ausgerüstete Bauern mehrerer Dörfer (auch Bauern aus Merzen unter der Führung des Vogtes Hoberg) zum Kampf gegen die spanischen Truppen. Beim anschließenden Gefecht im Gehn, einem Ausläufer des Wiehengebirges, wurden auf einer Heidefläche von der spanischen Reitereinheit Blaue Fahne, die in der Herrschaft Lingen stationiert war, 300 Bauern getötet. In der Nähe des zu Bramsche gehörenden Dorfes Balkum erinnert ein Gedenkstein an dieses Ereignis. Auf der Seite der Spanier wurden lediglich ein Reiter getötet und zwei Pferde verwundet. Einzelne Raubzüge erfolgten noch bis zum Jahr 1594.